# Тамарау
Тамарау (Bubalus mindorensis) е вид бозайник от семейство Кухороги (Bovidae). Видът е критично застрашен от изчезване.

## Разпространение и местообитание
Разпространен е във Филипините.
Обитава тропически райони, национални паркове, влажни зони, гористи местности, планини, долини, поляни, ливади, храсталаци, савани, плата и блата, мочурища и тресавища.

## Описание
На дължина достигат до 2,2 m, а теглото им е около 254,4 kg.
Продължителността им на живот е около 28 години. Популацията на вида е намаляваща.